# Montceaux-l'Étoile
Montceaux-l'Étoile är en kommun i departementet Saône-et-Loire i regionen Bourgogne-Franche-Comté i östra Frankrike. Kommunen ligger i kantonen Marcigny som tillhör arrondissementet Charolles. År 2022 hade Montceaux-l'Étoile 297 invånare.

## Befolkningsutveckling
Antalet invånare i kommunen Montceaux-l'Étoile
| Referens: INSEE |